# 甲基谷硫磷
甲基谷硫磷（缩写AZM）是一种磷酸酯类广谱杀虫剂，由拜耳、安道麦等公司生产，分子式C
10H
12N
3O
3PS
2，有剧毒，并被列入美国国家环保局制定的《极度危险物质列表》中。